# Рене Захкна
Рене Захкна (2 жовтня 1994 , Виру ) - Естонський біатлоніст і футболіст. Дворазовий срібний призер зимових юнацьких Олімпійських ігор 2012 у спринті та перегонах переслідування. Призер етапу Кубка світу з біатлону.

## Кар'єра
Від сезону 2011-2012 бере участь у Кубку IBU. 2013 року став бронзовим призером у спринті на Чемпіонаті світу з біатлону серед юніорів в австрійському Обертілліяху і срібним призером у перегонах переслідування. Чемпіон Європи серед юніорів в індивідуальних перегонах (2014).
13 березня 2014 року дебютував на етапах Кубка світу у фінському Контіолахті. У спринті Захкна, відстрілявши точно, посів 67-те місце.
26 січня 2020 року в словенській Поклюці Захкна разом із Реґіною Ойя вперше в кар'єрі став призером етапу Кубка світу в змішаній естафеті.

## Родина
Батько Рене - відомий естонський біатлоніст та тренер, призер чемпіонатів світу Хілар Захкна.

## Інше
Спортсмен відомий виступами за футбольні клуби «Виру» і «Геліос».

## Результати за кар'єру
Усі результати наведено за даними Міжнародного союзу біатлоністів.

## Олімпійські ігри
| Змагання       | Інд. перегони | Спринт | Перегони пер. | Мас-старт | Естафета | Змішана ес. |
| Пхьончхан 2018 | 65            | 75     | -             | -         | 13       | -           |

### Чемпіонати світу
| Змагання                  | Інд. перегони | Спринт | Перегони пер. | Мас-старт | Естафета | Змішана ес. | Од. змішана ес. |
| ------------------------- | ------------- | ------ | ------------- | --------- | -------- | ----------- | --------------- |
| Конхіолахті 2015          | —             | —      | —             | —         | 15       | —           | Не пров.        |
| Осло 2016                 | 81            | —      | —             | —         | 14       | 21          | Не пров.        |
| Гохфільцен 2017           | 45            | —      | —             | —         | 21       | 21          | Не пров.        |
| Естерсунд 2019            | —             | 68     | —             | —         | 14       | 14          | 11              |
| Антгольц-Антерсельва 2020 | 35            | 59     | 49            | —         | 21       | 15          | 12              |
| Поклюка 2021              | 33            | 43     | 40            | —         | 21       | 19          | 10              |

### Кубки світу
- Найвище місце в загальному заліку: 84-те 2019 року.
- Найвище місце в окремих перегонах: 29-те.
- 1 п'єдестал в одиночній змішаній естафеті: 1 друге місце.

#### Підсумкові місця в Кубку світу за роками
| Сезон     | Заг. залік | Спринт | Перегони пер. | Інд. перегони | Мас-старт |
| 2015-2016 | 97         | -      | 79            | 58            | -         |
| 2017-2018 | 90         | 80     | -             | -             | -         |
| 2018-2019 | 84         | 85     | 63            | -             | -         |
| 2019-2020 | 89         | -      | -             | 59            | -         |